# Alliine
Alliine is een organisch sulfoxide met als brutoformule C6H11NO3S. De stof komt voor als een wit geurloos kristallijn poeder, dat goed oplosbaar is in water. Het is een derivaat van het aminozuur cysteïne, meer bepaald van allylcysteïne. De molecule bezit twee chirale centra: het koolstofatoom dat aan de aminegroep is gebonden, alsook het zwavelatoom, waarin het vrij elektronenpaar de vierde substituent vormt.  Alliine is de eerste natuurlijk voorkomende stof geweest waarin zowel een op koolstof als een op zwavel gebaseerd chiraal centrum werd gevonden.

## Omzetting naar allicine
Het enzym alliinase zet alliine om in allicine, wat verantwoordelijk is voor de typische lookgeur. De omzetting gebeurt in 2 stappen:
- De eerste stap bestaat erin alliinase te laten inwerken op alliine (1), met als reactieproducten allylsulfeenzuur (2) en dehydroalanine (3):

- In de tweede stap treedt een condensatiereactie op tussen 2 allylsulfeenzuur-moleculen tot allicine (2):

Deze omzetting gebeurt op kleine schaal binnen de plant zelf, maar wanneer ze versneden of geplet wordt, treedt deze reactie veelvuldiger op. De oorzaak hiervan ligt in het feit dat de celwanden verbroken worden en dat daardoor het enzym alliinase, dat zich in de vacuole bevindt, vrijkomt.